# Declarația de independență a Republicii Moldova

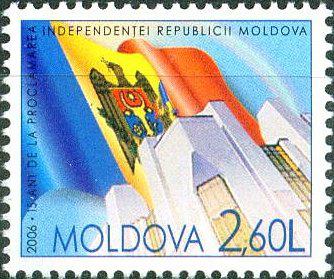
Marcă poștală din 2006 despre Declarația de Independență a Republicii Moldova

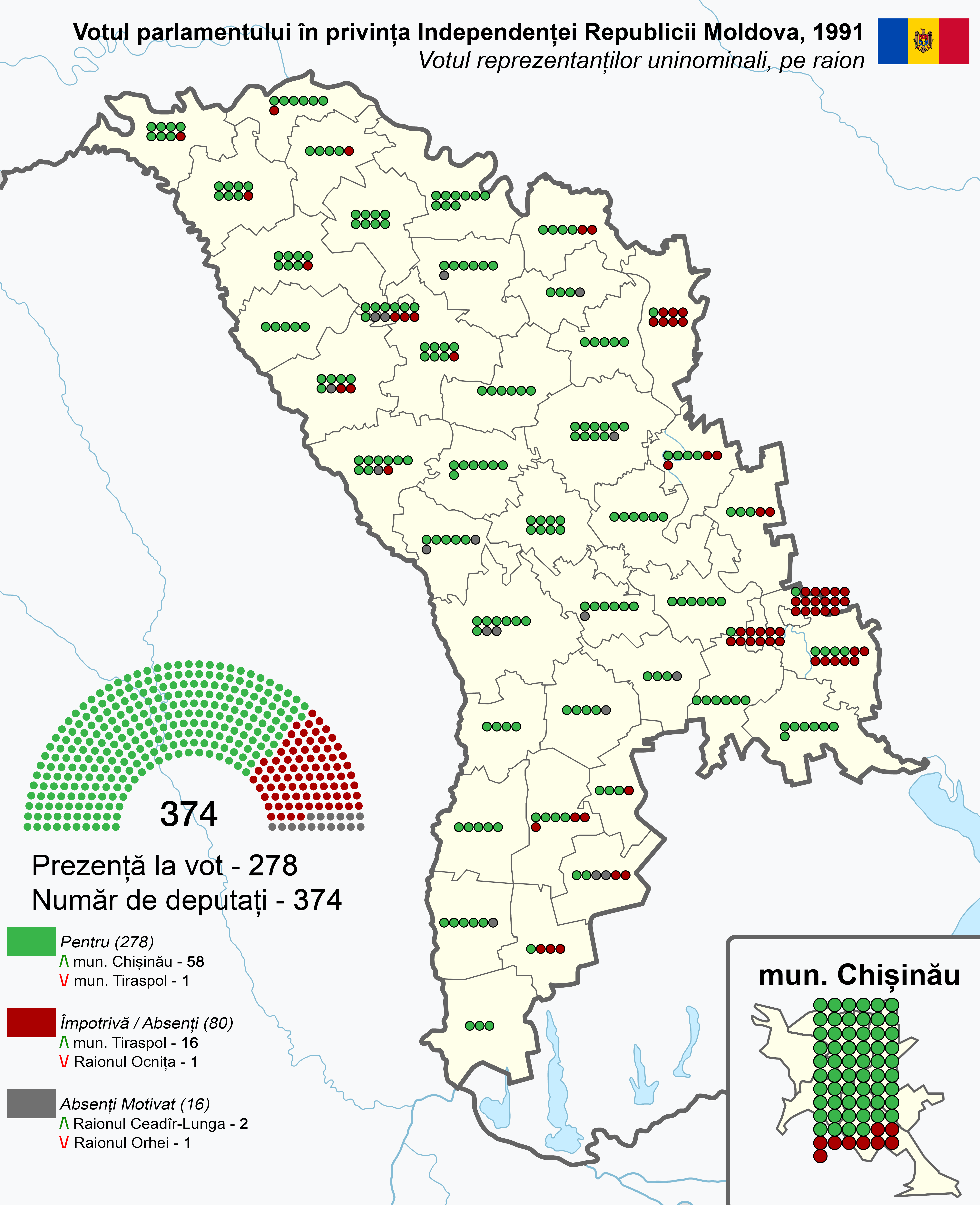
Voturile exprimate de deputați în privința independenței Republicii Moldova, pe raioane

Republica Moldova a obținut recunoașterea oficială a statalității, la 2 martie 1992, când a obținut statutul de membru al ONU.
Declarația de Independență a Republicii Moldova a fost un document adoptat de către Parlamentul Republicii Moldova.
Documentul face referiri la „istoria milenară” și „statalitatea neîntreruptă” a moldovenilor în spațiul istoric și etnic al etnogenezei acestora, consacră, pentru Republica Moldova, denumire oficială: limba română. Acest act fondator al Republicii Moldova din 27 august 1991 este marcat în fiecare an ca Ziua Națională a Republicii Moldova sau Ziua Independenței.
Declarația a fost adoptată și semnată de 278 deputați în parlament la 27 august 1991. Actul original a ars în timpul protestelor din 2009 la Chișinău, dar un document identic a fost restaurat în 2010.
Declarația de independență a Republicii Moldova în mod clar și direct, susține suveranitatea Republicii Moldova pe teritoriul Transnistriei, deoarece este "o parte componentă a teritoriului istoric și etnic al poporului nostru". Cu toate acestea, Declarația de independență a Republicii Moldova este ea însăși un argument împotriva suveranității Republicii Moldova asupra Transnistriei, cum îl denunță acordul de la 23 august 1939, între Guvernul URSS și Guvernul Germaniei, „nulă și neavenită” fiind uniunea doar formală între cele două teritorii.

## Căderea Uniunii Sovietice
După eșuarea tentativei de lovitură de stat din 1991, controlul și influența puterii centrale sovietice, asupra statelor uniunii, a slăbit considerabil. După căderea comunismului, uniunea personală dintre republicile sovietice și-a pierdut baza legală - după cum vedeau moldovenii (președintele URSS era liderul tuturor republicilor acesteia).

## Recunoașterea internațională
La data de 27 august 1991,la doar cîteva ore după proclamarea independenței, guvernul României recunoaște independența Republicii Moldova. Astfel România este primul stat care a recunoscut independența și suveranitatea Republicii Moldova.
Noul parlament ales democratic s-a proclamat "deținătorul puterii supreme în Stat". Moldova a aderat la ONU, primind astfel recunoașterea statalității.

## Voturile deputaților
| Nume                    | Raion/Municipiu                   | Pentru/Împotrivă |
| ----------------------- | --------------------------------- | ---------------- |
| Iovv Vasile             | Orașul Bălți                      | Absent motivat   |
| Serjant Valeriu         | Orașul Bălți                      | Absent motivat   |
| Chimirciuc Petru        | Orașul Bălți                      | Pentru           |
| Egorov Valeriu          | Orașul Bălți                      | Pentru           |
| Iuzvenco Vladimir       | Orașul Bălți                      | Pentru           |
| Pălărie Dumitru         | Orașul Bălți                      | Pentru           |
| Pritula Vitalie         | Orașul Bălți                      | Pentru           |
| Șabarcin Mihai          | Orașul Bălți                      | Pentru           |
| Zlatov Fiodor           | Orașul Bălți                      | Pentru           |
| Conoplin Anatol         | Orașul Bălți                      | Împotrivă/Absent |
| Leșinski Valentin       | Orașul Bălți                      | Împotrivă/Absent |
| Morev Victor            | Orașul Bălți                      | Împotrivă/Absent |
| Țurcanu Anatol          | Orașul Bender                     | Pentru           |
| Catcov Mihail           | Orașul Bender                     | Împotrivă/Absent |
| Coleghin Anatol         | Orașul Bender                     | Împotrivă/Absent |
| Efanov Alexandru        | Orașul Bender                     | Împotrivă/Absent |
| Matcin Danil            | Orașul Bender                     | Împotrivă/Absent |
| Novoderejkin Constantin | Orașul Bender                     | Împotrivă/Absent |
| Pologov Ghimn           | Orașul Bender                     | Împotrivă/Absent |
| Silicenko Ludmila       | Orașul Bender                     | Împotrivă/Absent |
| Țîmai Pavel             | Orașul Bender                     | Împotrivă/Absent |
| Volkov Piotr            | Orașul Bender                     | Împotrivă/Absent |
| Volovoi Grigore         | Orașul Bender                     | Împotrivă/Absent |
| Zapoliski Oleg          | Orașul Bender                     | Împotrivă/Absent |
| Amihalachioaie Gheorghe | Orașul Chișinău                   | Pentru           |
| Andronatii Nicolae      | Orașul Chișinău                   | Pentru           |
| Andronic Nicolae        | Orașul Chișinău                   | Pentru           |
| Batcu Ion               | Orașul Chișinău                   | Pentru           |
| Bălan Elena             | Orașul Chișinău                   | Pentru           |
| Berlinschi Victor       | Orașul Chișinău                   | Pentru           |
| Bogdanov Gheorghe       | Orașul Chișinău                   | Pentru           |
| Bondarenco Vladimir     | Orașul Chișinău                   | Pentru           |
| Chiriac Anatol          | Orașul Chișinău                   | Pentru           |
| Ciorap Vitalie          | Orașul Chișinău                   | Pentru           |
| Cîrlan Gheorghe         | Orașul Chișinău                   | Pentru           |
| Colun Valentin          | Orașul Chișinău                   | Pentru           |
| Coșanu Ilie             | Orașul Chișinău                   | Pentru           |
| Cunev Valentin          | Orașul Chișinău                   | Pentru           |
| Curtev Stepan           | Orașul Chișinău                   | Pentru           |
| Cușmăunsă Grigore       | Orașul Chișinău                   | Pentru           |
| Davîdov Anatol          | Orașul Chișinău                   | Pentru           |
| Dobrea Vladimir         | Orașul Chișinău                   | Pentru           |
| Ghimpu Mihai            | Orașul Chișinău                   | Pentru           |
| Guranda Semion          | Orașul Chișinău                   | Pentru           |
| Gusac Pavel             | Orașul Chișinău                   | Pentru           |
| Hioară Gheorghe         | Orașul Chișinău                   | Pentru           |
| Holban Dumitru          | Orașul Chișinău                   | Pentru           |
| Ivanov Anatol           | Orașul Chișinău                   | Pentru           |
| Krîlov Valentin         | Orașul Chișinău                   | Pentru           |
| Lașcionova Ludmila      | Orașul Chișinău                   | Pentru           |
| Lebedev Valeriu         | Orașul Chișinău                   | Pentru           |
| Lisețki Anatol          | Orașul Chișinău                   | Pentru           |
| Litvinenco Veaceslav    | Orașul Chișinău                   | Pentru           |
| Lîiurov Vladlen         | Orașul Chișinău                   | Pentru           |
| Madan Ion               | Orașul Chișinău                   | Pentru           |
| Maxuta Iurie            | Orașul Chișinău                   | Pentru           |
| Misail Nicolae          | Orașul Chișinău                   | Pentru           |
| Mîslițcaia Svetlana     | Orașul Chișinău                   | Pentru           |
| Moraru Andrei           | Orașul Chișinău                   | Pentru           |
| Muntean Petru           | Orașul Chișinău                   | Pentru           |
| Nedelciuc Vasile        | Orașul Chișinău                   | Pentru           |
| Negură Ion              | Orașul Chișinău                   | Pentru           |
| Nicolaenco Valentin     | Orașul Chișinău                   | Pentru           |
| Noroc Dumitru           | Orașul Chișinău                   | Pentru           |
| Ohotnicov Alexandru     | Orașul Chișinău                   | Pentru           |
| Ojoga Olga              | Orașul Chișinău                   | Pentru           |
| Panțîru Tudor           | Orașul Chișinău                   | Pentru           |
| Pokotilova Larisa       | Orașul Chișinău                   | Pentru           |
| Popușoi Eugen           | Orașul Chișinău                   | Pentru           |
| Prisăcaru Ion           | Orașul Chișinău                   | Pentru           |
| Raiu Alexandra          | Orașul Chișinău                   | Pentru           |
| Rusanov Anatol          | Orașul Chișinău                   | Pentru           |
| Rusu Ion                | Orașul Chișinău                   | Pentru           |
| Rusu Mircea             | Orașul Chișinău                   | Pentru           |
| Șova Vasile             | Orașul Chișinău                   | Pentru           |
| Tanas Ion               | Orașul Chișinău                   | Pentru           |
| Trombițki Ilia          | Orașul Chișinău                   | Pentru           |
| Țurcan Constantin       | Orașul Chișinău                   | Pentru           |
| Ungureanu Ion           | Orașul Chișinău                   | Pentru           |
| Ursu Vasile             | Orașul Chișinău                   | Pentru           |
| Zinoviev Iuri           | Orașul Chișinău                   | Pentru           |
| Znagovan Vitali         | Orașul Chișinău                   | Pentru           |
| Colesov Vladlen         | Orașul Chișinău                   | Împotrivă/Absent |
| Gorodnicenco Alexandru  | Orașul Chișinău                   | Împotrivă/Absent |
| Nikulin Victor          | Orașul Chișinău                   | Împotrivă/Absent |
| Safonov Andrei          | Orașul Chișinău                   | Împotrivă/Absent |
| Solonari Vladimir       | Orașul Chișinău                   | Împotrivă/Absent |
| Stepanenco Ion          | Orașul Chișinău                   | Împotrivă/Absent |
| Șornikov Piotr          | Orașul Chișinău                   | Împotrivă/Absent |
| Tampiza Constantin      | Orașul Chișinău                   | Împotrivă/Absent |
| Zavgorodni Vitalie      | Orașul Chișinău                   | Împotrivă/Absent |
| Dicusar Lidia           | Orașul Tiraspol                   | Pentru           |
| Arestov Victor          | Orașul Tiraspol                   | Împotrivă/Absent |
| Bolșakov Anatoli        | Orașul Tiraspol                   | Împotrivă/Absent |
| Cicikin Valentin        | Orașul Tiraspol                   | Împotrivă/Absent |
| Constantinov Victor     | Orașul Tiraspol                   | Împotrivă/Absent |
| Emilianov Vladimir      | Orașul Tiraspol                   | Împotrivă/Absent |
| Glebov Vitalie          | Orașul Tiraspol                   | Împotrivă/Absent |
| Manoilov Andrei         | Orașul Tiraspol                   | Împotrivă/Absent |
| Morozov Alexandru       | Orașul Tiraspol                   | Împotrivă/Absent |
| Ordin Vilor             | Orașul Tiraspol                   | Împotrivă/Absent |
| Potașev Veniamin        | Orașul Tiraspol                   | Împotrivă/Absent |
| Pușneac Evgheni         | Orașul Tiraspol                   | Împotrivă/Absent |
| Riumin Nicolai          | Orașul Tiraspol                   | Împotrivă/Absent |
| Rîleakov Vladimir       | Orașul Tiraspol                   | Împotrivă/Absent |
| Smirnov Igor            | Orașul Tiraspol                   | Împotrivă/Absent |
| Țurcan Leonid           | Orașul Tiraspol                   | Împotrivă/Absent |
| Volkova Anna            | Orașul Tiraspol                   | Împotrivă/Absent |
| Zalojkov Piotr          | Orașul Tiraspol                   | Împotrivă/Absent |
| Oglindă Valentin        | Raionul Anenii Noi                | Pentru           |
| Platon Sava             | Raionul Anenii Noi                | Pentru           |
| Popușoi Anatol          | Raionul Anenii Noi                | Pentru           |
| Snegur Alexandru        | Raionul Anenii Noi                | Pentru           |
| Țurcanu Anatolie        | Raionul Anenii Noi                | Pentru           |
| Urecheanu Serafim       | Raionul Anenii Noi                | Pentru           |
| Marinov Fiodor          | Raionul Basarabeasca              | Pentru           |
| Reniță Alecu            | Raionul Basarabeasca              | Pentru           |
| Tărîță Petru            | Raionul Basarabeasca              | Pentru           |
| Gherasimov Iurie        | Raionul Basarabeasca              | Împotrivă/Absent |
| Bulgari Valeriu         | Raionul Briceni                   | Pentru           |
| Cojocari Vasile         | Raionul Briceni                   | Pentru           |
| Gudumac Vladimir        | Raionul Briceni                   | Pentru           |
| Pădureț Ion             | Raionul Briceni                   | Pentru           |
| Scutaru Ion             | Raionul Briceni                   | Pentru           |
| Simac Anatol            | Raionul Briceni                   | Pentru           |
| Voloșin Mihai           | Raionul Briceni                   | Pentru           |
| Lucinschi Petru         | Raionul Briceni                   | Împotrivă/Absent |
| Cirt Valdemar           | Raionul Cahul                     | Absent motivat   |
| Arseni Alexandru        | Raionul Cahul                     | Pentru           |
| Bratunov Grigore        | Raionul Cahul                     | Pentru           |
| Guslikov Mihai          | Raionul Cahul                     | Pentru           |
| Palii Ion               | Raionul Cahul                     | Pentru           |
| Todos Nicolae           | Raionul Cahul                     | Pentru           |
| Carauș Vladimir         | Raionul Camenca                   | Pentru           |
| Dubălari Pavel          | Raionul Camenca                   | Pentru           |
| Grosu Gheorghe          | Raionul Camenca                   | Pentru           |
| Popovici Mihai          | Raionul Camenca                   | Pentru           |
| But Alexandru           | Raionul Camenca                   | Împotrivă/Absent |
| Evstratii Grigore       | Raionul Camenca                   | Împotrivă/Absent |
| Botica Călin            | Raionul Cantemir                  | Pentru           |
| Cabac Andrei            | Raionul Cantemir                  | Pentru           |
| Neagu Ion               | Raionul Cantemir                  | Pentru           |
| Obreja Valeriu          | Raionul Cantemir                  | Pentru           |
| Pîrvan Pantelei         | Raionul Cantemir                  | Pentru           |
| Dabija Nicolae          | Raionul Căinari                   | Absent motivat   |
| Pălăncica Ion           | Raionul Căinari                   | Pentru           |
| Țurcanu Andrei          | Raionul Căinari                   | Pentru           |
| Vatamanu Vasile         | Raionul Căinari                   | Pentru           |
| Bobescu Tudor           | Raionul Călărași                  | Pentru           |
| Buruian Alexandru       | Raionul Călărași                  | Pentru           |
| Caterev Petru           | Raionul Călărași                  | Pentru           |
| Gurghiș Semion          | Raionul Călărași                  | Pentru           |
| Maimescu Ștefan         | Raionul Călărași                  | Pentru           |
| Munteanu Ion            | Raionul Călărași                  | Pentru           |
| Olaru Tudor             | Raionul Călărași                  | Pentru           |
| Chircă Sergiu           | Raionul Căușeni                   | Pentru           |
| Cojocaru Ion            | Raionul Căușeni                   | Pentru           |
| Jelihovski Grigore      | Raionul Căușeni                   | Pentru           |
| Mazilu Gheorghe         | Raionul Căușeni                   | Pentru           |
| Pîslaru Eugen           | Raionul Căușeni                   | Pentru           |
| Ungureanu Ion           | Raionul Căușeni                   | Pentru           |
| Capanji Vladimir        | Raionul Ceadîr-Lunga              | Absent motivat   |
| Curoglo Stepan          | Raionul Ceadîr-Lunga              | Absent motivat   |
| Angheli Tudor           | Raionul Ceadîr-Lunga              | Pentru           |
| Costov Vasile           | Raionul Ceadîr-Lunga              | Pentru           |
| Carapunarlî Fiodor      | Raionul Ceadîr-Lunga              | Împotrivă/Absent |
| Pascari Piotr           | Raionul Ceadîr-Lunga              | Împotrivă/Absent |
| Negru Tudor             | Raionul Cimișlia                  | Absent motivat   |
| Bivol Iovu              | Raionul Cimișlia                  | Pentru           |
| Cubasov Andrei          | Raionul Cimișlia                  | Pentru           |
| Griciuc Petru           | Raionul Cimișlia                  | Pentru           |
| Vasilachi Ignat         | Raionul Cimișlia                  | Pentru           |
| Chior Ivan              | Raionul Comrat                    | Pentru           |
| Ciobanu Gheorghe        | Raionul Comrat                    | Pentru           |
| Frangu Gavril           | Raionul Comrat                    | Pentru           |
| Taușanji Constantin     | Raionul Comrat                    | Pentru           |
| Capsamun Constantin     | Raionul Comrat                    | Împotrivă/Absent |
| Kendighelean Mihail     | Raionul Comrat                    | Împotrivă/Absent |
| Topal Stepan            | Raionul Comrat                    | Împotrivă/Absent |
| Beșleagă Vladimir       | Raionul Cotovsc (azi Hîncești)    | Absent motivat   |
| Crețu Dumitru           | Raionul Cotovsc (azi Hîncești)    | Absent motivat   |
| Ciuntu Ion              | Raionul Cotovsc (azi Hîncești)    | Pentru           |
| Dimitriu Mihai          | Raionul Cotovsc (azi Hîncești)    | Pentru           |
| Lefter Valentin         | Raionul Cotovsc (azi Hîncești)    | Pentru           |
| Negru Iacob             | Raionul Cotovsc (azi Hîncești)    | Pentru           |
| Sajin Vasile            | Raionul Cotovsc (azi Hîncești)    | Pentru           |
| Tănase Constantin       | Raionul Cotovsc (azi Hîncești)    | Pentru           |
| Trestianu Gheorghe      | Raionul Cotovsc (azi Hîncești)    | Pentru           |
| Chiriac Ion             | Raionul Criuleni                  | Pentru           |
| Ghimpu Gheorghe         | Raionul Criuleni                  | Pentru           |
| Novac Ion               | Raionul Criuleni                  | Pentru           |
| Plugaru Anatol          | Raionul Criuleni                  | Pentru           |
| Popov Ion               | Raionul Criuleni                  | Pentru           |
| Postovan Dumitru        | Raionul Criuleni                  | Pentru           |
| Badan Ananie            | Raionul Dondușeni                 | Pentru           |
| Bodorin Petru           | Raionul Dondușeni                 | Pentru           |
| Carandiuc Boris         | Raionul Dondușeni                 | Pentru           |
| Pușcaș Victor           | Raionul Dondușeni                 | Pentru           |
| Mazureac Emil           | Raionul Dondușeni                 | Împotrivă/Absent |
| Beliciuc Gheorghe       | Raionul Drochia                   | Pentru           |
| Buga Ion                | Raionul Drochia                   | Pentru           |
| Gajiu Mihai             | Raionul Drochia                   | Pentru           |
| Gherman Valerian        | Raionul Drochia                   | Pentru           |
| Grigoraș Ion            | Raionul Drochia                   | Pentru           |
| Istrati Lidia           | Raionul Drochia                   | Pentru           |
| Lupașcu Petru           | Raionul Drochia                   | Pentru           |
| Postovan Dumitru        | Raionul Drochia                   | Pentru           |
| Brașoveanu Petru        | Raionul Dubăsari                  | Pentru           |
| Mițcul Ion              | Raionul Dubăsari                  | Pentru           |
| Pălărie Boris           | Raionul Dubăsari                  | Pentru           |
| Popa Serghei            | Raionul Dubăsari                  | Pentru           |
| Diucarev Victor         | Raionul Dubăsari                  | Împotrivă/Absent |
| Mușumanschi Mihai       | Raionul Dubăsari                  | Împotrivă/Absent |
| Podgornaia Valentina    | Raionul Dubăsari                  | Împotrivă/Absent |
| Coșceev Sergiu          | Raionul Edineț                    | Pentru           |
| Dolganiuc Valentin      | Raionul Edineț                    | Pentru           |
| Ivanov Anatol           | Raionul Edineț                    | Pentru           |
| Nestor Vasile           | Raionul Edineț                    | Pentru           |
| Poiată Petru            | Raionul Edineț                    | Pentru           |
| Puntea Dumitru          | Raionul Edineț                    | Pentru           |
| Zelenschi Anatol        | Raionul Edineț                    | Pentru           |
| Ciorba Gheorghe         | Raionul Edineț                    | Împotrivă/Absent |
| Rusnac Andrei           | Raionul Fălești                   | Absent motivat   |
| Bordeianu Grigore       | Raionul Fălești                   | Pentru           |
| Goncearenco Mihai       | Raionul Fălești                   | Pentru           |
| Moțpan Dumitru          | Raionul Fălești                   | Pentru           |
| Ursachi Vasile          | Raionul Fălești                   | Pentru           |
| Volontir Mihai          | Raionul Fălești                   | Pentru           |
| Popovici Mihai          | Raionul Fălești                   | Împotrivă/Absent |
| Slabu Gheorghe          | Raionul Fălești                   | Împotrivă/Absent |
| Costaș Ion              | Raionul Florești                  | Absent motivat   |
| Manea Sergiu            | Raionul Florești                  | Pentru           |
| Rusu Mihai              | Raionul Florești                  | Pentru           |
| Scalnîi Ludmila         | Raionul Florești                  | Pentru           |
| Șaragov Anatol          | Raionul Florești                  | Pentru           |
| Tocan Victor            | Raionul Florești                  | Pentru           |
| Țurcan Ion              | Raionul Florești                  | Pentru           |
| Bogdan Constantin       | Raionul Glodeni                   | Pentru           |
| Butnaru Ion             | Raionul Glodeni                   | Pentru           |
| Mărgineanu Ion          | Raionul Glodeni                   | Pentru           |
| Plasiciuc Mihai         | Raionul Glodeni                   | Pentru           |
| Saulea Aurel            | Raionul Glodeni                   | Pentru           |
| Carauș Petru            | Raionul Grigoriopol               | Pentru           |
| Evtodiev Fiodor         | Raionul Grigoriopol               | Pentru           |
| Poian Petru             | Raionul Grigoriopol               | Pentru           |
| Plaținda Stepan         | Raionul Grigoriopol               | Împotrivă/Absent |
| Țînnik Ivan             | Raionul Grigoriopol               | Împotrivă/Absent |
| Șalaru Anatol           | Raionul Ialoveni                  | Absent motivat   |
| Chechiu Afanasie        | Raionul Ialoveni                  | Pentru           |
| Cotorobai Mihai         | Raionul Ialoveni                  | Pentru           |
| Efros Gheorghe          | Raionul Ialoveni                  | Pentru           |
| Soltan Petru            | Raionul Ialoveni                  | Pentru           |
| Terente Anton           | Raionul Ialoveni                  | Pentru           |
| Vartic Andrei           | Raionul Ialoveni                  | Pentru           |
| Agachi Vladimir         | Raionul Lazo (azi Sîngerei)       | Pentru           |
| Druță Mihai             | Raionul Lazo (azi Sîngerei)       | Pentru           |
| Grosu Dumitru           | Raionul Lazo (azi Sîngerei)       | Pentru           |
| Hadârcă Ion             | Raionul Lazo (azi Sîngerei)       | Pentru           |
| Lupăcescu Pavel         | Raionul Lazo (azi Sîngerei)       | Pentru           |
| Martîniuc Spiridon      | Raionul Lazo (azi Sîngerei)       | Pentru           |
| Moraru Nicolae          | Raionul Lazo (azi Sîngerei)       | Pentru           |
| Oleinic Nicolae         | Raionul Lazo (azi Sîngerei)       | Împotrivă/Absent |
| Bejenuță Pavel          | Raionul Leova                     | Pentru           |
| Beleuță Marin           | Raionul Leova                     | Pentru           |
| Diaconu Andrei          | Raionul Leova                     | Pentru           |
| Matei Valeriu           | Raionul Leova                     | Pentru           |
| Ciorici Mihai           | Raionul Nisporeni                 | Absent motivat   |
| Snegur Mircea           | Raionul Nisporeni                 | Absent motivat   |
| Guidea Ilarion          | Raionul Nisporeni                 | Pentru           |
| Lazăr Mihai             | Raionul Nisporeni                 | Pentru           |
| Scutaru Gheorghe        | Raionul Nisporeni                 | Pentru           |
| Scutaru Mihai           | Raionul Nisporeni                 | Pentru           |
| Tacu Ion                | Raionul Nisporeni                 | Pentru           |
| Fandofan Sergiu         | Raionul Ocnița                    | Pentru           |
| Gudima Vasile           | Raionul Ocnița                    | Pentru           |
| Guțu Ion                | Raionul Ocnița                    | Pentru           |
| Mereuță Ion             | Raionul Ocnița                    | Pentru           |
| Răducan Gheorghe        | Raionul Ocnița                    | Pentru           |
| Stadinciuc Nicolae      | Raionul Ocnița                    | Pentru           |
| Cușnir Grigore          | Raionul Ocnița                    | Împotrivă/Absent |
| Cernei Dumitru          | Raionul Orhei                     | Absent motivat   |
| Borșevici Ion           | Raionul Orhei                     | Pentru           |
| Culea Constantin        | Raionul Orhei                     | Pentru           |
| Darii Vladimir          | Raionul Orhei                     | Pentru           |
| Domente Nicolae         | Raionul Orhei                     | Pentru           |
| Macrinici Teodor        | Raionul Orhei                     | Pentru           |
| Pasaniuc Vasile         | Raionul Orhei                     | Pentru           |
| Pascaru Vlad            | Raionul Orhei                     | Pentru           |
| Popa Ion                | Raionul Orhei                     | Pentru           |
| Pruteanu Vasile         | Raionul Orhei                     | Pentru           |
| Șevcenco Vasile         | Raionul Orhei                     | Pentru           |
| Brînzan Nadejda         | Raionul Rezina                    | Pentru           |
| Costin Nicolae          | Raionul Rezina                    | Pentru           |
| Domente Vasile          | Raionul Rezina                    | Pentru           |
| Proca Nicolae           | Raionul Rezina                    | Pentru           |
| Țopa Tudor              | Raionul Rezina                    | Pentru           |
| Atamanenko Iuri         | Raionul Rîbnița                   | Pentru           |
| Aculov Boris            | Raionul Rîbnița                   | Împotrivă/Absent |
| Belitcenco Anatol       | Raionul Rîbnița                   | Împotrivă/Absent |
| Berdnikov Evgheni       | Raionul Rîbnița                   | Împotrivă/Absent |
| Bogdanov Nicolai        | Raionul Rîbnița                   | Împotrivă/Absent |
| Cegurco Nadejda         | Raionul Rîbnița                   | Împotrivă/Absent |
| Goncear Vladimir        | Raionul Rîbnița                   | Împotrivă/Absent |
| Mălai Mihai             | Raionul Rîbnița                   | Împotrivă/Absent |
| Badrajan Semion         | Raionul Rîșcani                   | Pentru           |
| Bejan Mihai             | Raionul Rîșcani                   | Pentru           |
| Daraban Valeriu         | Raionul Rîșcani                   | Pentru           |
| Mândâcanu Valentin      | Raionul Rîșcani                   | Pentru           |
| Serghei Titu            | Raionul Rîșcani                   | Pentru           |
| Sîromeatnicov Mihai     | Raionul Rîșcani                   | Pentru           |
| Spânu Anton             | Raionul Rîșcani                   | Pentru           |
| Guțu Dumitru            | Raionul Rîșcani                   | Împotrivă/Absent |
| Brizițchi Boris         | Raionul Slobozia                  | Pentru           |
| Graf Vasile             | Raionul Slobozia                  | Pentru           |
| Luca Ion                | Raionul Slobozia                  | Pentru           |
| Nirean Fiodor           | Raionul Slobozia                  | Pentru           |
| Baboi Vasile            | Raionul Slobozia                  | Împotrivă/Absent |
| Bulîcev Aleksandr       | Raionul Slobozia                  | Împotrivă/Absent |
| Codin Mihail            | Raionul Slobozia                  | Împotrivă/Absent |
| Labunski Vladimir       | Raionul Slobozia                  | Împotrivă/Absent |
| Nastasiuc Petru         | Raionul Slobozia                  | Împotrivă/Absent |
| Ostapenco Nicolae       | Raionul Slobozia                  | Împotrivă/Absent |
| Salamandîk Anatol       | Raionul Slobozia                  | Împotrivă/Absent |
| Baștovoi Andrei         | Raionul Soroca                    | Pentru           |
| Chișner Anatol          | Raionul Soroca                    | Pentru           |
| Crisico Jorj            | Raionul Soroca                    | Pentru           |
| Mocanu Ilie             | Raionul Soroca                    | Pentru           |
| Pavlic Victor           | Raionul Soroca                    | Pentru           |
| Robu Nicolae            | Raionul Soroca                    | Pentru           |
| Sandulachi Petru        | Raionul Soroca                    | Pentru           |
| Secrieru Elisei         | Raionul Soroca                    | Pentru           |
| Timoșenco Iurie         | Raionul Soroca                    | Pentru           |
| Alexei Nicolae          | Raionul Strășeni                  | Pentru           |
| Bratu Ilie              | Raionul Strășeni                  | Pentru           |
| Druc Mircea             | Raionul Strășeni                  | Pentru           |
| Mogâldea Tudor          | Raionul Strășeni                  | Pentru           |
| Moșanu Alexandru        | Raionul Strășeni                  | Pentru           |
| Poiată Mihai            | Raionul Strășeni                  | Pentru           |
| Țurcanu Ion             | Raionul Strășeni                  | Pentru           |
| Vatamanu Ion            | Raionul Strășeni                  | Pentru           |
| Brașoveanu Dumitru      | Raionul Suvorov (azi Ștefan Vodă) | Pentru           |
| Cibotaru Valeriu        | Raionul Suvorov (azi Ștefan Vodă) | Pentru           |
| Croitoru Dumitru        | Raionul Suvorov (azi Ștefan Vodă) | Pentru           |
| Grosu Nicolae           | Raionul Suvorov (azi Ștefan Vodă) | Pentru           |
| Lapaci Ion              | Raionul Suvorov (azi Ștefan Vodă) | Pentru           |
| Malachi Nicolae         | Raionul Suvorov (azi Ștefan Vodă) | Pentru           |
| Vartic Vasile           | Raionul Suvorov (azi Ștefan Vodă) | Pentru           |
| Burduja Valentin        | Raionul Șoldănești                | Absent motivat   |
| Argatu Sergiu           | Raionul Șoldănești                | Pentru           |
| Bodiu Zosim             | Raionul Șoldănești                | Pentru           |
| Reabcici Victor         | Raionul Șoldănești                | Împotrivă/Absent |
| Cereș Dumitru           | Raionul Taraclia                  | Pentru           |
| Darmancev Chiril        | Raionul Taraclia                  | Împotrivă/Absent |
| Nechit Gheorghe         | Raionul Taraclia                  | Împotrivă/Absent |
| Siumbeli Gheorghe       | Raionul Taraclia                  | Împotrivă/Absent |
| Lefter Tudor            | Raionul Telenești                 | Pentru           |
| Munteanu Andrei         | Raionul Telenești                 | Pentru           |
| Năstase Vasile          | Raionul Telenești                 | Pentru           |
| Străjescu Mihai         | Raionul Telenești                 | Pentru           |
| Tăbîică Ion             | Raionul Telenești                 | Pentru           |
| Țăranu Anatol           | Raionul Telenești                 | Pentru           |
| Bogacenco Stepan        | Raionul Ungheni                   | Absent motivat   |
| Basoc Vasile            | Raionul Ungheni                   | Pentru           |
| Coșcodan Mihai          | Raionul Ungheni                   | Pentru           |
| Jardan Valeriu          | Raionul Ungheni                   | Pentru           |
| Para Vasile             | Raionul Ungheni                   | Pentru           |
| Pătraș Mihai            | Raionul Ungheni                   | Pentru           |
| Sahanovschi Constantin  | Raionul Ungheni                   | Pentru           |
| Șoimaru Vasile          | Raionul Ungheni                   | Pentru           |
| Todoroi Dumitru         | Raionul Ungheni                   | Pentru           |
| Uncuță Victor           | Raionul Ungheni                   | Împotrivă/Absent |
| Eremia Ion              | Raionul Vulcănești                | Pentru           |
| Ustroi Vitalie          | Raionul Vulcănești                | Pentru           |
| Vodă Vasile             | Raionul Vulcănești                | Pentru           |

## Reacții

### Republica Moldova

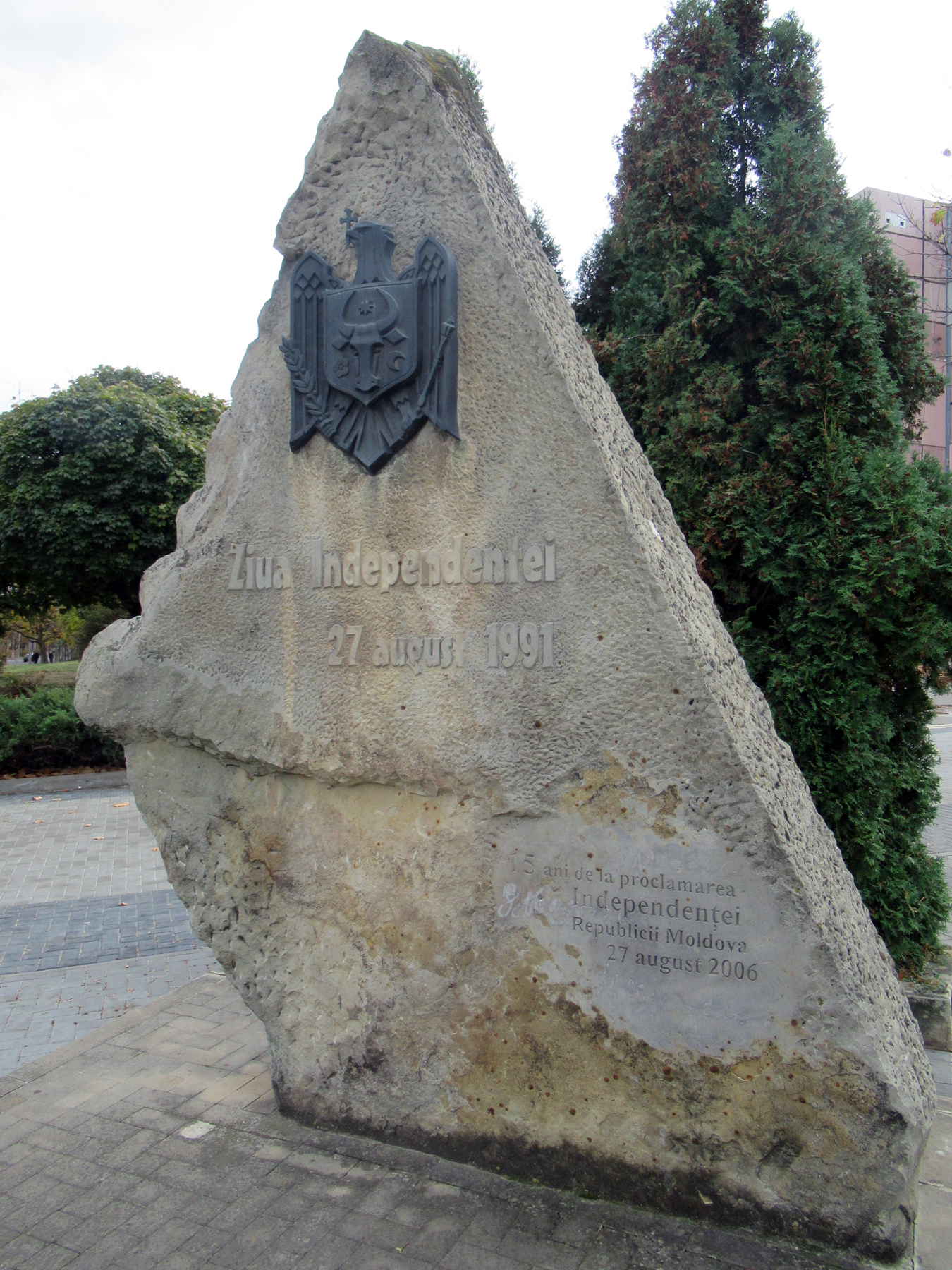
Monumentul Zilei Independenței pe strada Independenței din Chișinău

În proaspătul stat, moldovenii s-au divizat în două tabere: unii au susținut independența, alții au protestat împotriva ei, susținând reunificarea cu România. Susținătorii reunificării s-au adunat în stradă, în Chișinău, să protesteze.

### Transnistria
Aspectul de „o parte componentă a teritoriului istoric și etnic al poporului nostru", i-a nemulțumit pe transnistreni. Aceștia au proclamat autonomia și mai apoi independența Transnistriei.